# 谢雷 (厄尔省)
谢雷（法語：Cierrey，法語發音：[sjɛʁɛ]）是法国厄尔省的一个市镇，属于埃夫勒区。

## 地理
谢雷（49°0'12"N, 1°14'57"E）面积4.03 平方千米，位于法国诺曼底大区厄尔省，该省份为法国北部内陆省份，北起滨海塞纳省，西接奧恩省和卡爾瓦多斯省，南至厄尔-卢瓦省，东临瓦兹省、瓦兹河谷省和伊夫林省。
与谢雷接壤的市镇（或旧市镇、城区）包括：邦库尔、卡尤埃-奥热维尔、勒科尔米耶、米斯雷、勒瓦勒达维德。

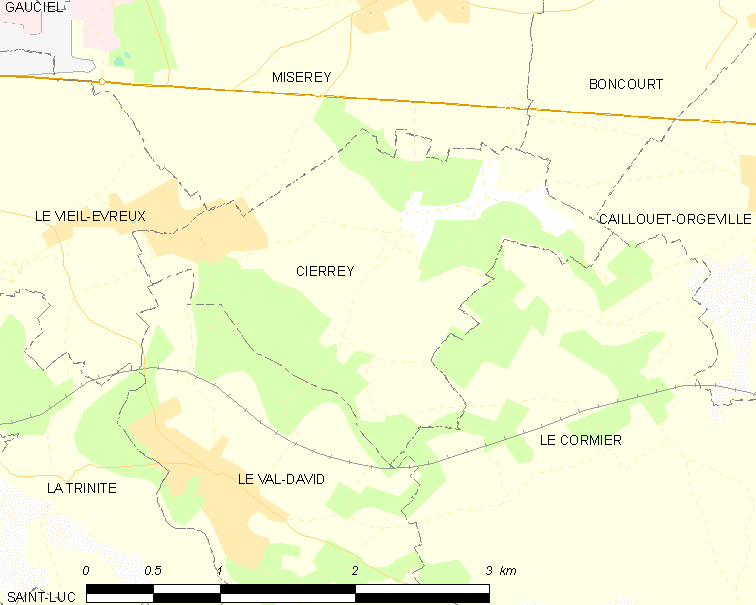
的OSM定位图

谢雷的时区为UTC+01:00、UTC+02:00（夏令时）。

## 行政
谢雷的邮政编码为27930，INSEE市镇编码为27158。

## 政治
谢雷所属的省级选区为埃夫勒第三县。

## 人口

1962-2008年间人口变化图示

谢雷于2022年1月1日时的人口数量为808人。